# جامعة ستكهولم
جامعة ستكهولم (بالسويدية: Stockholms universitet) هي جامعة حكومية سويدية تضم أربع كليات يدرس بها ما يربو على 36 ألف طالب، مما يجعلها واحدة من أكبر الجامعات الإسكندنافية. كما تحتل جامعة ستكهولم بشكل شبه مستمر مركزًا بين الجامعات المائتين الأفضل في العالم. حصلت جامعة ستكهولم على لقب «جامعة» سنة 1960، وهي بذلك الرابعة في الأقدمية بين الجامعات السويدية. والجامعة عضو برابطة الجامعات الأوروبية.

## تاريخ الجامعة

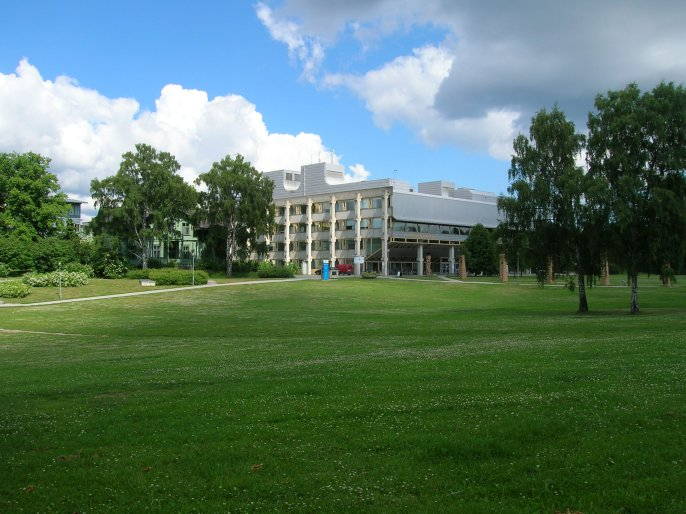
مختبر أرهينيوس في الحرم الجامعي الرئيس بضاحية فريسكاتي

في عام 1878 بدأت الدراسة فيما يسمى بكلية جامعة سميت «مدرسة ستكهولم العليا» (بالسويدية: Stockholms högskola)، حيث نُظمت محاضرات في العلوم الطبيعية كانت مفتوحة للمواطنين من هواة هذه العلوم (وهو تقليد ما زال قائمًا حتى اليوم؛ إذ تنظم الجامعة محاضرات مفتوحة للجمهور كل عام).
من العلامات البارزة في تاريخ الجامعة تعيينها عالمة الرياضيات الروسية صوفيا كوفاليفسكايا أستاذة للرياضيات بها سنة 1889، لتكون ثالث امرأة تشغل منصب أستاذ بإحدى جامعات أوروبا. وقد صار من حق الكلية منح الدرجات العلمية رسميًا ابتداء من عام 1904.
في عام 1960 منحت الكلية رسميًا صفة جامعة، لتكون رابعة جامعات السويد، وقد كانت مباني الجامعة في البداية تقع في قلب مدينة ستكهولم، غير أن تزايد عدد طلابها جعل من المحتم نقل مقر الجامعة سنة 1970 إلى الحرم الجامعي الرئيس القائم حاليًا بضاحية فريسكاتي شمال المدينة.

## تصنيف الجامعة
في عام 2012، احتلت جامعة ستكهولم المرتبة الحادية والثمانين بين جامعات العالم في التصنيف الأكاديمي لجامعات العالم.

## من مشاهير الخريجين والأساتذة
- إنغمار برغمان، مخرج سينمائي.
- أولوف بالمه، رئيس وزراء سويدي سابق.
- توماس ترانسترومر، شاعر ومؤلف سويدي، حصل على درجة في علم النفس من جامعة ستكهولم عام 1956، وحصل على جائزة نوبل في الأدب عام 2011
- جورجيوس باباندريو، رئيس وزراء يوناني، درَس علم الاجتماع بالجامعة عامي 1972 و1973
- داغ همرشولد، أمين عام الأمم المتحدة (دكتوراه في الاقتصاد من الجامعة سنة 1933).
- سفانت أرهنيوس، حاصل على جائزة نوبل في الكيمياء سنة 1903، كان أستاذًا بالجامعة ومديرًا لها.
- فريدريك رينفلت، رئيس وزراء سويدي.
- الأميرة فكتوريا ولية عهد السويد، درَسَت العلوم السياسية بالجامعة.
- هانس بليكس، دبلوماسي (دكتوراه في القانون الدولي من الجامعة سنة 1959).
- هانس فون أويلر شلبين، حاصل على جائزة نوبل في الكيمياء سنة 1929

## وصلات خارجية
- الموقع الرسمي للجامعة